# Parkwood Entertainment
Parkwood Entertainment es una compañía de gestión, producción, entretenimiento y sello discográfico estadounidense fundada por la cantautora estadounidense, Beyoncé en 2010. La compañía comenzó como una unidad de producción para películas y videos en 2008. Tiene oficinas ubicadas en Nueva York y Los Ángeles. Sus actividades incluyen productos para la producción musical, películas y especiales de televisión relacionados con Beyoncé. El primer estreno de la empresa fue la película Cadillac Records (2008).

## Historia
Parkwood Entertainment fue fundada en 2008 como una unidad de producción de videos y películas de la cantante, actriz, productora y directora estadounidense Beyoncé. Parkwood lleva el nombre de una calle en Houston, Texas, donde una vez vivió Beyoncé. La primera producción de Parkwood Entertainment fue la película biográfica musical Cadillac Records (2008), en la que Beyoncé protagonizó y coprodujo. En 2009, protagonizó y fue productora ejecutiva del thriller Obsessed. Durante una proyección privada realizada en el School of Visual Arts Theatre de Nueva York luego del lanzamiento de su quinto álbum de estudio homónimo, Beyoncé discutió brevemente su decisión de fundar Parkwood Entertainment frente a sus fanáticos y la prensa, diciendo:
"Comencé mi propia empresa cuando decidí administrarme yo misma. Era importante que no fuera a una gran empresa de gestión, sentía que quería seguir los pasos de Madonna y ser una potencia y tener mi propio imperio, y mostrarles a otras mujeres cuando llegas a este punto de tu carrera. no tiene que ir a firmar con otra persona y compartir su dinero y su éxito; hágalo usted mismo".
En diciembre de 2013, Parkwood Entertainment lanzó el quinto álbum visual homónimo de Beyoncé. El sorprendente lanzamiento provocó una reacción "hilarante, honesta e histérica" entre los fans de Beyoncé, y "conmoción" entre otros músicos. Según los datos proporcionados por Twitter, el lanzamiento generó más de 1.2 millones de tuits en 12 horas. Peter Robinson de The Guardian elogió el lanzamiento de choque como "Beyoncégeddon", y lo describió como un "gran triunfo... una clase magistral tanto para ejercer como para ceder el control". Beyoncé fue lanzada digitalmente a iTunes Store sin previo anuncio o promoción. Debutó en el número uno en el Billboard 200 de EE. UU., lo que le valió a Beyoncé su quinto álbum número uno consecutivo en el país. El disco vendió 617.000 copias en los EE. UU. y 828.773 copias en todo el mundo en sus primeros tres días de disponibilidad, convirtiéndose en el álbum más vendido en la historia de la iTunes Store en ese momento. Fue reeditado en noviembre de 2014 como parte de una edición de platino, junto con una reproducción extendida de nuevas canciones. Recibió elogios de los críticos, que elogiaron su producción, exploración de la sexualidad y la voz de Beyoncé. En noviembre de 2016, Beyoncé vendió 8 millones de copias en todo el mundo y generó los sencillos «XO», «Drunk in Love», «Partition» y «Pretty Hurts».
En octubre de 2014, Beyoncé con Parkwood Entertainment formaron una gran colaboración con Topshop, creando la subsidiaria Parkwood Topshop Athletic Ltd, para producir una marca de ropa de calle atlética. La empresa y la colaboración se dividen 50/50, y ambas empresas matrices poseen la mitad de esta nueva división. Beyoncé comentó sobre la colaboración diciendo "No podría pensar en un mejor socio mientras sigo haciendo crecer el negocio de Parkwood". En noviembre de 2018, Parkwood Entertainment confirmó que la compañía había adquirido la propiedad total de la marca Ivy Park del cofundador Sir Philip Green luego de acusaciones de acoso sexual y abuso racial.
En 2015, Parkwood se expandió para gestionar las carreras de los artistas futuros y firmó con Chloe x Halle, Sophie Beem e Ingrid.
En 2016, Steve Pamon, de JP Morgan Chase asumió el cargo de director de operaciones y presidente de la empresa. Ese mismo año, Parkwood Entertainment lanzó el sexto álbum de estudio de Beyoncé, aclamado por la crítica, Lemonade. El álbum estuvo acompañado por el lanzamiento de una película de 60 minutos del mismo nombre, que se estrenó en HBO, el 23 de abril de 2016.
Parkwood Entertainment ha sido incluida dos veces por Fast Company como una de las 10 empresas más innovadoras en música (2015 y 2017).

## Artistas
Artistas actuales
- Beyoncé
- The Carters
- Chloe x Halle
  - Chlöe
  - Halle

Antiguos artistas
- Ingrid Burley
- Sophie Beem

## Discografía
Beyoncé
- 4 (2011)
- Beyoncé (2013)
- Beyoncé: Platinum Edition (2014)
- Lemonade (2016)
- Homecoming: The Live Album (2019)
- The Lion King: The Gift (2019)
- Renaissance (2022)
- Cowboy Carter (2024)

Chloe x Halle
- Sugar Symphony (2016)[18]
- The Two of Us (2017)
- The Kids Are Alright (2018)[19]
- Ungodly Hour (2020)

The Carters
- Everything Is Love (2018)

Chlöe
- In Pieces (2023)
- Trouble in Paradise (2024)

Sophie Beem
- Sophie Beem (2016)[20]

Ingrid Burley
- Trill Feels (2016)

## Filmografía
| Año  | Título                         | Notas                                  | Ref.   |
| ---- | ------------------------------ | -------------------------------------- | ------ |
| 2008 | Cadillac Records               | Producido junto a Sony Music Film      |        |
| 2009 | Obsessed                       | Producido junto a Rainforest Films     |        |
| 2020 | Black Is King                  | Producido junto a Walt Disney Pictures | [ 21 ] |
| 2023 | Renaissance: A Film by Beyoncé | Película de concierto de Beyoncé       |        |

| Año  | Título                             | Notas                        | Ref.   |
| ---- | ---------------------------------- | ---------------------------- | ------ |
| 2010 | I Am... World Tour                 | Álbum en vivo                | [ 22 ] |
| 2011 | Beyoncé: Year of 4                 | Del álbum 4, de Beyoncé      | [ 23 ] |
| 2011 | Live at Roseland: Elements of 4    | Película de concierto        | [ 24 ] |
| 2013 | Life Is But a Dream                | Documental                   |        |
| 2014 | Beyoncé: X10 (2014)                | Producido junto a            |        |
| 2014 | On the Run Tour: Beyoncé and Jay-Z | Producido junto a Roc Nation |        |
| 2016 | Lemonade (2016)                    | Álbum visual                 |        |
| 2019 | Homecoming: A Film by Beyoncé      | Película de concierto        |        |
| 2019 | Beyoncé Presents: Making The Gift  | Álbum visual                 |        |